# Cock and ball torture

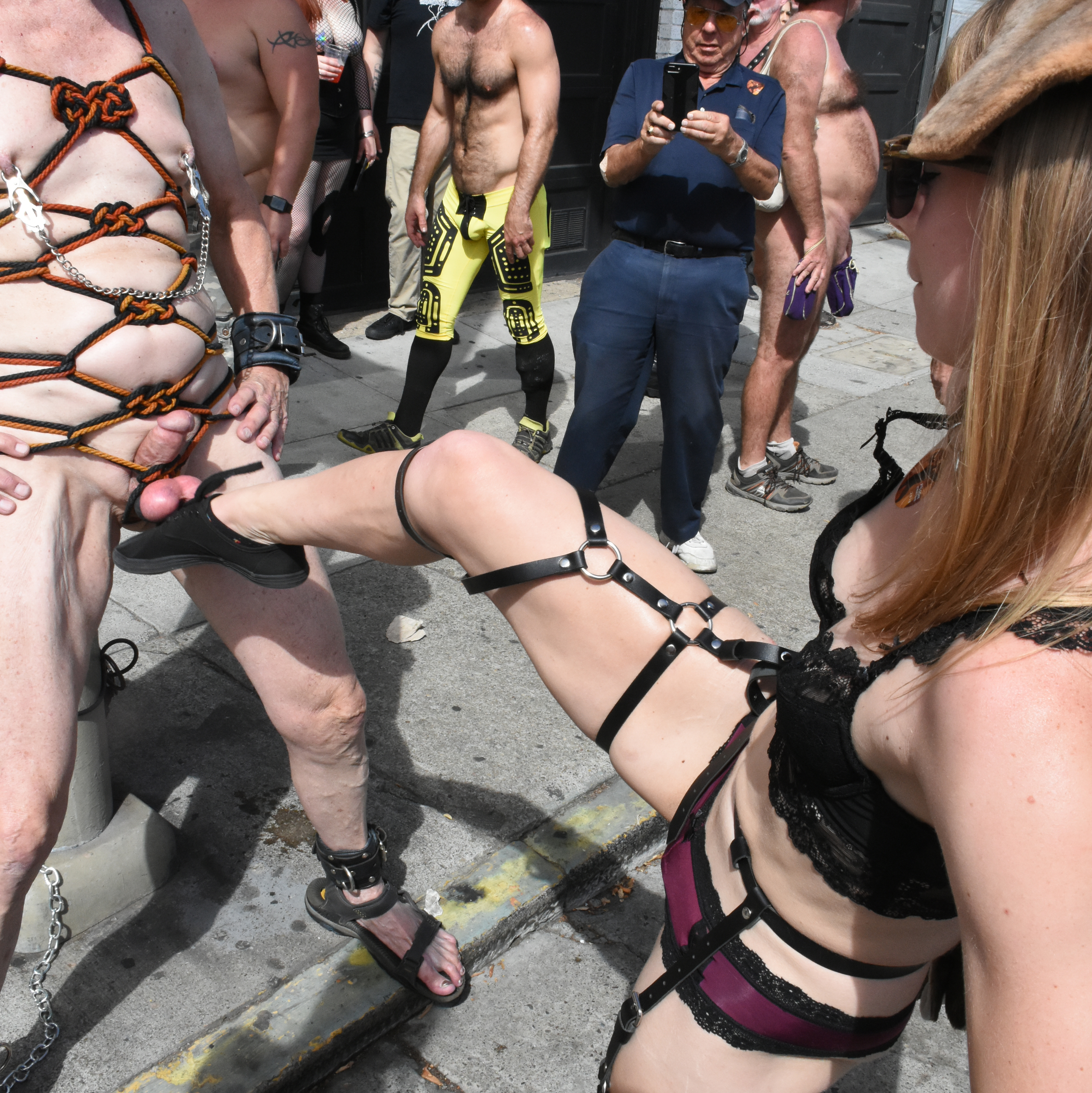
Una donna che calcia i testicoli di un uomo

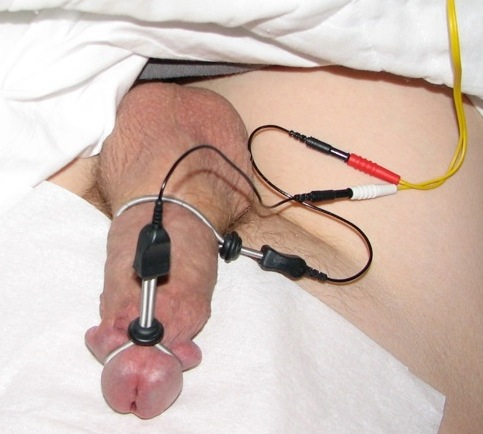
Elettrostimolazione del pene

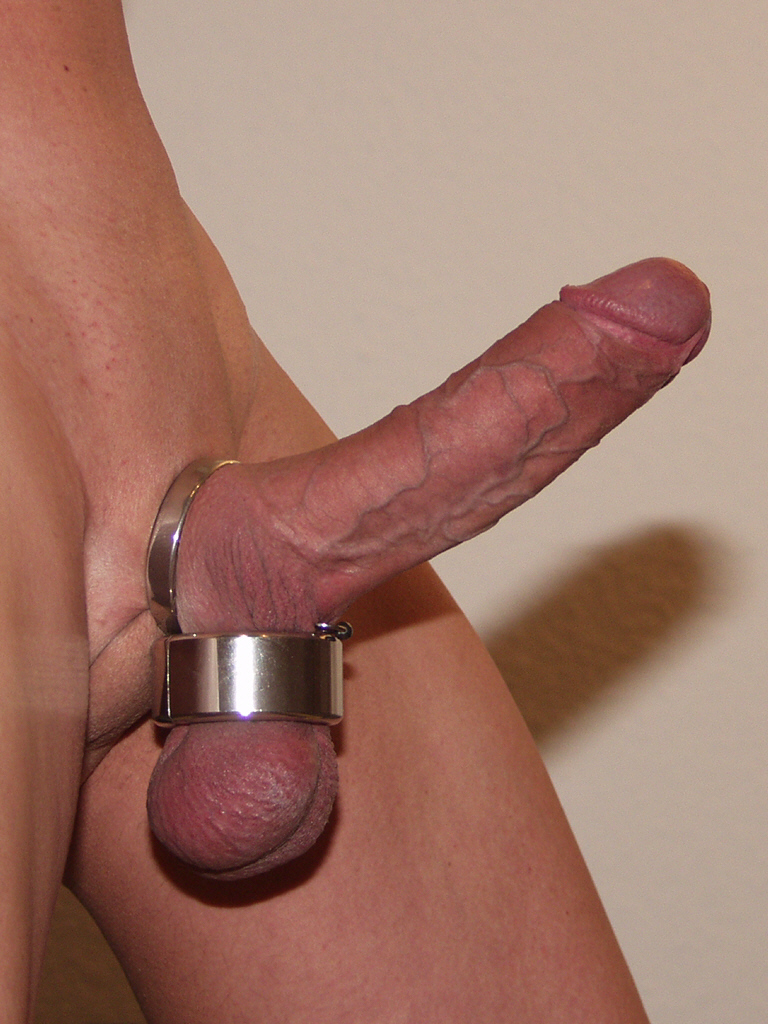
Ballstrechter

Con la sigla CBT, ovvero cock and ball torture (letteralmente, tortura del pene e dei testicoli) si usa indicare, soprattutto fra i praticanti il BDSM, l'attività sessuale consistente nella tortura dei genitali maschili, espletata in varie modalità, ad opera di master o mistress o in ogni caso soggetti dominanti.
Fanno parte delle pratiche di CBT tecniche variamente associate al dolore e alla paura, come l'uso di cera, giochi di tipo medical mediante l'uso di cateteri, massaggio della prostata ovvero milking, utilizzo di elettrostimolatori sui genitali nonché di strumenti atti a percuotere o a comprimere, quali ad es. fruste, corde o altri strumenti, atti ad es. a impedire o limitare l'erezione.
In questo senso, l'utilizzo di ball bag, ovvero una sorta di contenitori per comprimere i testicoli, ovvero di vere e proprie cinture di castità maschili, può rientrare nelle pratiche di CBT.

## Lista di torture
- Ballbusting: consiste nella tortura dei testicoli che vengono colpiti dal partner tramite calci, ginocchiate, pugni oppure strizzati o calpestati.
- Cock and ball trampling: trampling dei testicoli, del pene o di entrambi contemporaneamente. La pratica può essere realizzata normalmente come una classico trampling, con il partner dominante che sale addosso a quello sottomesso posto disteso per terra, oppure attraverso un'apposita pedana (trample board) sotto la quale è disteso il sub che tramite un foro adagia i propri genitali sulla stessa. I genitali sono così totalmente alla mercé della persona che in piedi sulla pedana può calpestarli in modo isolato dal resto del corpo. Il calpestamento può avvenire a piedi nudi, indossando calze, oppure scarpe col tacco o altri tipi di calzature; lo scopo del cock and ball trampling può essere anche la stimolazione dell'eiaculazione. Particolare attenzione occorre porre, specie quando si adagiano i genitali su superfici rigide, alla pressione esercitata, onde evitare danni al pene (che può sanguinare dall'uretra) o danni permanenti ai testicoli. La forma più estrema della pratica è quella realizzata a "pieno peso".
- Ballstretchers: si tratta di strumenti metallici, di lattice o plastica, che vengono posti alla base dello scroto e possono essere allungati di alcuni centimetri. Eventualmente, agli stessi possono essere aggiunti dei pesi, sempre con l'effetto di distendere lo scroto.
- Separatori che consentono di dividere forzatamente lo scroto in due parti, contenenti i due testicoli separati, e sono fissati al cockring, che è un anello metallico o di plastica posto sul pene, con l'eventuale funzione di rendere dolorosa l'erezione.
- Sounding: consiste nell'inserire dita o sonde o oggetti metallici cuneiformi nel tratto urinario del pene.
- La cera, che può essere utilizzata per depilare lo scroto oppure semplicemente per provocare piccole ustioni.
- L'infusione dello scroto, è un metodo che prevede l'esposizione dello scroto ad alta temperatura, mediante l'immersione dello stesso in un liquido, ad es. caffè bollente, per un breve periodo di tempo. Se l'esposizione è prolungata, il rischio è di una sterilità temporanea o definitiva.
- Il rigonfiamento dello scroto, è un metodo che prevede il riempimento dello scroto mediante soluzione salina sterile (normalmente 500 ml, ma anche fino a oltre 1 litro), provocando un notevole aumento di dimensioni dello scroto stesso.
- Tortura elettrica, mediante elettrostimolatori applicati direttamente sullo scroto e sul pene.
- Schiaccianoci, ovvero utilizzo di strumenti adatti a provocare una forte pressione sui testicoli, che naturalmente va contenuta entro i limiti necessari per non provocare danni permanenti.
- Orgasmo forzato o negato, ovvero la masturbazione, prolungata anche nel periodo refrattario fra un orgasmo e l'altro, volta a ottenere forzatamente uno o più orgasmi anche in assenza di una vera e propria eccitazione sessuale, ovvero la negazione dell'orgasmo, impedito al sottomesso dopo una prolungata fase di stimolazione, che ha portato al massimo la sua eccitazione.

## Principali scopi
- Uno scopo che accomuna queste pratiche è nella maggior parte dei casi quello di ottenere un intenso dolore fisico che permette agli individui masochisti di ricavare piacere. Spesso questa pratica permette a chi la subisce di raggiungere l'eccitazione sessuale tramite l'umiliazione e la sottomissione nei confronti del proprio partner che a sua volta può ricavare piacere dal dominare l'altra persona.
- Il dolore associato ad un trauma ai testicoli viaggia attraverso il sistema nervoso sino a raggiungere l'addome e stimolando in alcuni casi i recettori del piacere presenti nella prostata e permettendo quindi di ricavare piacere. Questo piacere è più accentuato nel caso la tortura preveda di colpire violentemente l'inguine ad esempio con un calcio, perché in questo caso il dolore del colpo viene confuso dalla stimolazione del perineo ottenendo una sensazione mista di dolore e piacere molto intenso e permettendo in alcuni individui di raggiungere una forte eccitazione sessuale. Questo tipo di pratica effettuata prima di rapporti sessuali permette all'uomo di ritardare ed aumentare l'intensità e la durata dell'orgasmo.  [senza fonte]
- L'eccitazione può derivare anche dal fatto che l'uomo sente di ricevere una particolare "attenzione" dal proprio partner verso i propri organi genitali. Negli individui eterosessuali che subiscono un calcio, una ginocchiata o il calpestamento dei testicoli da una donna questo tipo di piacere è accentuato dalla visione del movimento e dal successivo contatto fisico con i piedi o le gambe della donna che tipicamente generano nell'uomo una forte attrazione sessuale. Molti uomini ossessionati dal desiderio di ricevere dei calci nei testicoli hanno raccontato di aver ricevuto almeno un calcio durante la loro infanzia da una coetanea e di aver provato sensazioni ed emozioni intense ed opposte, quali piacere e dolore, umiliazione ed eccitazione, senso di colpa e desiderio di vendetta e di aver sempre covato il desiderio di ripetere l'esperienza.
- Da un punto di vista psicologico l'uomo sottomesso trae piacere nel "consegnare" la propria virilità alla donna dominatrice (o uomo in caso di rapporto omosessuale). Il fatto che lei possa disporne a proprio piacimento, anche causandogli dolore se desidera, contribuiscono a creare una sensazione di sottomissione e di umiliazione che il masochista cerca per provare piacere. Spesso la dominatrice che pratica questo forma di CBT minaccia ripetutamente di castrare o evirare il sottomesso per aumentarne l'efficacia, arrivando anche a simularne il gesto.

Spesso l'obiettivo è quello di ottenere un complesso di piaceri fisici e psicologici legati a tutte e tre le cause sopracitate. In ogni caso se il piacere ricavato è soltanto del secondo e/o del terzo tipo tra quelli elencati, la tortura non è propriamente una pratica masochista, in quanto il dolore non è strettamente la causa del piacere raggiunto.